# 아지카타촌
아지카타촌(味方村)은 니가타현 니시칸바라군에 설치되었던 촌이다. 2005년 3월 21일에 니가타시 미나미구와 함께 니시칸구에 편입 합병해 소멸했다.

## 지리
큰 도시는 없으며, 나카노쿠치강의 좌안 쪽을 따라 남북으로 취락이 형성되어 있다.

## 역사
- 1889년 4월 1일 - 정촌제 시행과 함께 합병으로 나나호촌, 아지카타촌, 시로네촌은 합병하지 않고 그대로 존속한채로 성립하였다.
- 1901년 11월 1일 - 나나호촌, 아지카타촌, 시로네촌이 합병해 새로운 아지카타촌이 되었다.
- 2005년 3월 21일 - 니가타시에 편입해 소멸하였다.

### 도로
- 국도 460호선